# New Zealand National Front
Le New Zealand Nation Front (traduisible en français par Front national néo-zélandais) est un petit parti politique nationaliste blanc néo-zélandais.

## Dirigeants
- Kay Hopper (1968–1977)
- David Crawford (1977–1989)
- Anton Foljambe (1989–1997)
- Kyle Chapman (en) (1997–2005)
- Colin Ansell (en) (2008–)